# Чаоџоу
Чаоџоу (潮州) град је Кини у покрајини Гуангдонг. Према процени из 2009. у граду је живело 498.594 становника.

## Становништво
Према процени, у граду је 2009. живело 498.594 становника.
| 1990.   | 2000.   | 2009    |
| ------- | ------- | ------- |
| 206.912 | 338.589 | 498.594 |